# Lista fechada

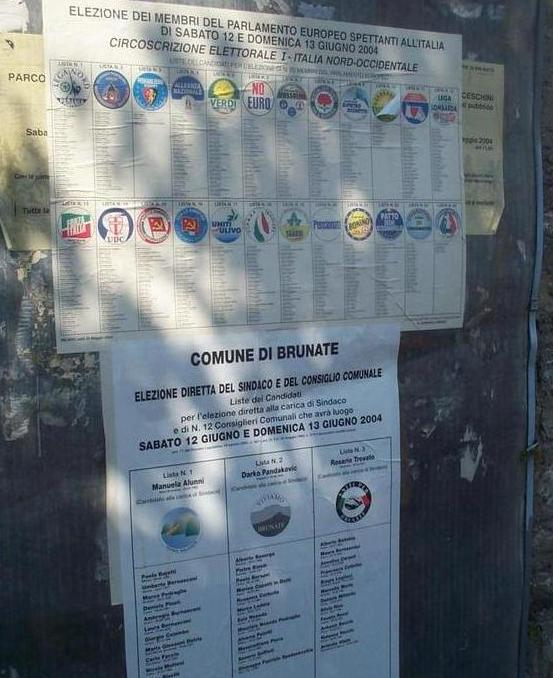
Partidos e suas respectivas listas de candidatos na Itália.

A lista fechada ou lista de partido, também chamada voto em lista, é um sistema de votação de representação proporcional onde os eleitores votam apenas em partidos, e não nos candidatos.
No sistema de lista fechada, cada partido apresenta previamente a lista de candidatos com o número correspondente ao círculo eleitoral, esses candidatos são colocados ordenados crescentemente e o número de eleitos será proporcional ao número de votos que o partido obteve. Neste sistema os candidatos no topo da lista tendem a se eleger com mais facilidade.
O primeiro candidato de uma lista partidária é denominado cabeça-de-lista.

## Criação e ordenação das listas

### Criação
A criação das listas são feitas, geralmente, ou pelo líder do partido ou por eleições internas nos partidos.

### Ordenação
- Estática - Quando a ordem dos candidatos é pré-estabelecida no momento da criação, pelo líder do partido ou pela quantidade de votos nas eleições internas dos partidos, essa ordem não pode ser mudada pelo eleitor.

- Dinâmica - Quando o eleitor tem possibilidade de modificar a ordem dos candidatos. Algumas das principais formas de se ordenar são o sistema preferencial onde o eleitor estabelece a ordem dentro da lista, o voto por aprovação onde o eleitor decide se aprova ou não o candidato, ou o sistema de avaliação onde o eleitor dá uma nota a cada candidato.

Sistema preferencial
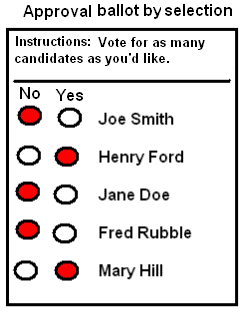
Sistema por aprovação
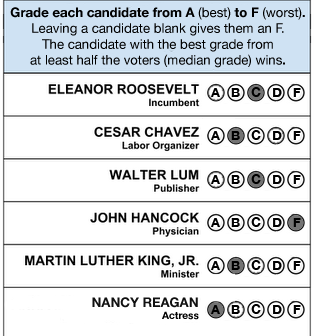
Sistema de avaliação

## Vantagens e desvantagens

### Vantagens
- Conhecimento prévio do eleitor de quem serão os possíveis eleitos e possíveis suplentes.

- Diminuição do culto à personalidade e o fortalecimento dos partidos para ações mais coordenadas.[2]

- Na atividade parlamentar, acordos entre partidos podem aumentar os consensos e diminuir as divergências acelerando determinadas atividades.

- Fim das coligações partidárias, visto que na campanha os partidos se enfrentarão entre si pelo maior número de cadeiras.

- Melhor informação em campanhas eleitorais[3] com os partidos apresentando projetos e não apenas candidatos com poucos segundos de apresentação, o pensamento do eleitor também fica mais focado nos partidos. Na atividade parlamentar também aumenta a percepção das posições dos partidos.

- Barateamento das campanhas eleitorais[4], principalmente em círculos eleitorais com muitas cadeiras.

- Maior facilidade para fiscalização das campanhas por órgãos externos, visto que as ações geralmente ganham um caráter maior e mais centralizado, principalmente quando existe proibição de ações individuais.

- Melhor proporcionalidade nas eleições, resolvendo-se melhor o problema do sistema majoritário que exclui de representatividade a minoria, e do voto uninominal que faz com que o peso de um candidato com muitos votos seja igual ao de um candidato com poucos votos.

- Possibilidade de usar a lei para moldar a lista com a criação de cadeiras específicas para os candidatos através critérios etários, profissionais, minorias, novos candidatos, etc.

- Dificulta a existência dos chamados "puxadores de voto"[5], que se valem do sistema de proporcionalidade regulado pelo coeficiente eleitoral da legenda (partido político ou coligação).

### Desvantagens
- Dependência total da lei para a solução de vários tipos de questões como criação das listas, renovação de candidatos, limite de mandatos, condições de inelegibilidade, nepotismo, penalidades, etc. tirando muitas vezes o julgamento subjetivo do eleitor.

- Candidatos no topo da lista têm uma tendência muito maior de serem eleitos que os outros.

- A formação das listas, que podem ser feitas tanto apenas pelo líder do partido ou por eleições internas dos partidos, podem tirar a percepção de escolha pessoal do eleitor, principalmente em grandes distritos.

- Partidos fortalecidos tendem a diminuir a opinião pessoal dos candidatos, inclusive podem coagir o candidato a tomar decisões contra a sua vontade em nome da fidelidade partidária.

- Difícil controle da lista em distritos eleitorais com muitos candidatos.[6]

## No Brasil
A proposta do voto em lista é apoiada por diversos analistas políticos, por considerarem que esta fortaleceria os partidos como instituições instrumentais da democracia. Por outro lado, a proposta recebe críticas de parcelas da sociedade civil que consideram a maioria simples (a  exemplo do voto distrital) como o sistema alternativo que melhor os representaria. O sistema brasileiro é um dos mais avançados neste sentido, pois busca equilibrar a maioria absoluta (1 pessoa = 1 voto), ligada ao conceito demos-enabling (Câmara dos Deputados), com a representação regional, ligada ao conceito de demos-constraining (Senado).